# 钦贾德博蒂
钦贾德博蒂（義大利語：Cingia de' Botti），是意大利克雷莫纳省的一个市镇。总面积14平方公里，人口1329人，人口密度94.9人/平方公里（2009年）。国家统计（ISTAT）代码为019031。